# Saint-Maximin-la-Sainte-Baume
Saint-Maximin-la-Sainte-Baume é uma comuna francesa na região administrativa da Provença-Alpes-Costa Azul, no departamento de Var. Estende-se por uma área de 64.13 km². Em 2010 a comuna tinha 17 063 habitantes (densidade: 266,1 hab./km²).